# Wright Company
Die Wright Company (auch Wright & Co.) war das Unternehmen, das von den Brüdern Wright 1909 in Dayton (Ohio) gegründet wurde, um sich der Herstellung und dem Vertrieb von Flugzeugen zu widmen. Erster namhafter Kunde war das United States Army Signal Corps.
Die Produktion begann anfangs, von Februar bis November 1910, in einem gemieteten Teil der Werksanlagen des Automobilherstellers Speedwell Motor Car Company, bis eigene Werkshallen fertiggestellt waren.
Die Gesellschaft transportierte, soweit bekannt und abgesehen von Post, weltweit die erste Luftfracht. Am 7. November 1910 wurden über eine Strecke von 105 Kilometern für das Moorehouse-Marten Warenhaus bestimmte Güter von Dayton (Ohio) nach Columbus (Ohio) geflogen.
Die Brüder legten sehr viel Wert auf die Durchsetzung ihrer Patente, insbesondere dem der Verwindung der Tragfläche mit dem erstmals ein sauberer Kurvenflug möglich war. Dieses Patent war aus Sicht der Brüder Wright so weit gefasst, dass es auch die Technik des Querruders mit abdeckte. Da die Rechtsstreitigkeiten mit anderen Herstellern sehr viel Zeit und Ressourcen in Anspruch nahmen, vernachlässigte die Wright Company die Weiterentwicklung ihrer Flugzeuge und wurde von anderen Wettbewerbern wie z. B. der Curtiss Aeroplane and Motor Company technologisch und wirtschaftlich eingeholt.
Nachdem Wilbur Wright bereits 1912 starb, veräußerte Orville Wright 1915 das Unternehmen. 1916 verschmolz es mit der Glenn L. Martin Company zu Wright-Martin, die wiederum nach einer Umstrukturierung 1919 in der Wright Aeronautical Corporation aufging. Diese stellte dann Anfang der 1920er Jahre die Produktion von Flugzeugen ein, da sie nicht in der Lage war, den verspielten technologischen Vorsprung wieder aufzuholen.

## Liste der Wright Company Flugzeuge
Die Gesellschaft besaß folgende Flugzeuge:
- 1909 Military Flyer
- 1908 Model A
- 1910 Model B
- 1910 Model Ex
- 1910 Model R
- 1911 Glider
- 1912 Model C
- 1912 Model D
- 1913 Model CH
- 1913 Model G (Aeroboat)
- 1913 Model E
- 1913 Model F
- 1914 Model H
- 1915 Model HS
- 1915 Model K
- 1916 Model L